# أوتو سيدو
أوتو سيدو (بالألمانية: Otto Sydow)‏ هو ضابط شرطة ألماني، ولد في 1 فبراير 1896 في Demmin (district) ‏ في ألمانيا، وتوفي في 24 يونيو 1970 في ديبهولتس في ألمانيا.